# Chhatak Upazila
Chhatak Upazila är ett underdistrikt i Bangladesh.   Det ligger i provinsen Sylhet, i den nordöstra delen av landet, 200 km nordost om huvudstaden Dhaka.
Trakten runt Chhatak Upazila består till största delen av jordbruksmark. Runt Chhatak Upazila är det mycket tätbefolkat, med 1 361 invånare per kvadratkilometer.